# Villars-sur-Var
Villars-sur-Var (Occitaans: Vilar de Var; Italiaans (verouderd): Villar del Varo) is een gemeente in het Franse departement Alpes-Maritimes (regio Provence-Alpes-Côte d'Azur) en telt 553 inwoners (1999). De plaats maakt deel uit van het arrondissement Nice.

## Geografie
De oppervlakte van Villars-sur-Var bedraagt 25,4 km², de bevolkingsdichtheid is 21,8 inwoners per km².
De onderstaande kaart toont de ligging van Villars-sur-Var met de belangrijkste infrastructuur en aangrenzende gemeenten.

## Demografie
Onderstaande figuur toont het verloop van het inwonertal (bron: INSEE-tellingen).
Vanwege een beveiligingsprobleem met de MediaWiki Graph-software is het momenteel niet mogelijk deze grafiek weer te geven. Zodra de software is bijgewerkt zal de grafiek vanzelf weer zichtbaar worden.